# Pavel Friedman
Pavel Friedman (7 de enero de 1921 – 29 de septiembre de 1944) fue un poeta checoslovaco de origen judío quién recibió fama póstuma debido a su poema "La mariposa". 

## Biografía
Nació  en Praga y fue deportado al campo de concentración de Theresienstadt, localizado en la actual República Checa. Poco se sabe de Friedman antes de su llegada al campo de concentración, registrada el 26 de abril de 1942.
El 4 de junio de 1942 escribe el poema “La mariposa” en una delgada pieza de papel que fue descubierta luego de la liberación y donada al Museo judío en Praga (anteriormente Museo judío Estatal).
El 29 de septiembre de 1944 fue deportado a Auschwitz, donde muere.

## La mariposa
Este texto fue incluido en colecciones de literatura de los niños que sufrieron el Holocausto, con más notoriedad en la antología Nunca Vi Otra Mariposa, publicada por Hana Volavková y Jiří Weil en 1959, a pesar de que Friedman tenía 21 años cuándo compuso el poema. También sirvió de inspiración al Proyecto Mariposa del Museo de Holocausto de Houston, una exposición donde se crearon un millón y medio de mariposas de papel para simbolizar el mismo número de niños perecidos en el Holocausto.